# Storön, Korsnäs
Storön är en ö i Finland. Den ligger i sjön Hinjärv och i kommunen Korsnäs i den ekonomiska regionen  Vasa  och landskapet Österbotten, i den sydvästra delen av landet, 300 km nordväst om huvudstaden Helsingfors. Öns area är 7,7 hektar och dess största längd är 0,7 kilometer i nord-sydlig riktning.